# Собор Святого Иосифа (София)
Собор Святого Иосифа — католический собор в Софии, один из крупнейших римско-католических храмов в Болгарии. Сокафедральный собор епархии Софии — Пловдива вместе с Собором Святого Людвига в Пловдиве.

## История прихода
До чипровского восстания в 1688 году софийские епископы и архиепископы проживали в Чипровцах, католическое присутствие в Софии ограничивалось временно находящимися здесь по торговым делам дубровницкими купцами. В 1640 году епископ Петр Богдан в отчёте Риму сообщил о 50 католиках в Софии, все — дубровницкие торговцы. В 1742 году в аналогичном отчете епископ Никола Радовани сообщил, что он нашел в Софии 17 католических семей.
В сентябре 1870 года капуцин Тимофей Строна впервые посетил город и обнаружил 15-16 католиков, все они были иностранцами. В последующие годы количество католиков стало расти в связи со строительством железнодорожной линии Константинополь — Пловдив — Белово. Дважды в год Тимофей приезжал в Софию для совершения религиозных обрядов в католических домах.
В 1875 году было заложено основание первого католического собора. Первое церковное богослужение в новом, ещё незаконченном, храме приходский священник Тимофей совершил 21 ноября 1878 года, от этой даты считают историю существования прихода. В августе 1879 года отец Тимофей купил в центральной части города 28 соток земли с домом, в котором он намеревался открыть католическую школу. 14 января 1880 года в Софии открылась первая женская католическая школа, а в следующем году — школа для мальчиков.
После освобождения Болгарии и присвоения Софии статуса столицы католическая община в городе стала быстро расти. По переписи 1881 года католиками были 714 человек, все иностранцы, в том числе 166 итальянцев, 102 чеха, 73 француза, 66 венгров, 27 поляков, а также австрийцы, немцы, хорваты, словенцы и другие. В 1893 году в Софии насчитывалось уже 2205 католиков.
14 июня 1891 года в Софии была открыта Международная католическая больница княгини Клементины. Инициатива также принадлежала отцу Тимофею, он и его помощник отец Козма Вики в 1889 начали сбор средств. Самую большую сумму пожертвовала княгиня Клементина, чьим исповедником был сам Тимофей. Австро-венгерский император Франц Иосиф пожертвовал 10 000 крон с тем условием, что бедные австро-венгерские подданные будут лечиться в будущей больнице бесплатно. В 1905 году сёстры милосердия из Загреба основали сиротский дом княгини Надежды. В 1919 году было основано просветительское Общество Святой Цецилии, а через два года — женская благотворительная организация Святого Антона. В 1927 году в Софии насчитывалось более 5000 католиков. В период между мировыми войнами основную часть прихожан составляли болгары.
Священниками в приходе были отцы Альберт Эгер, Амвросий Комаров, Леопольд Корман, Кирил Тосков, Йосафат Марков, Венцислав Авраамов, Августин Плачков, Дамиан Гюлов и Йосиф Тырновалийский. В 1950—1952 годах в социалистической Болгарии состоялась череда судебных процессов над католическим духовенством. Деятели софийского католического прихода были приговорены за шпионаж к большим срокам лишения свободы. 

## История собора

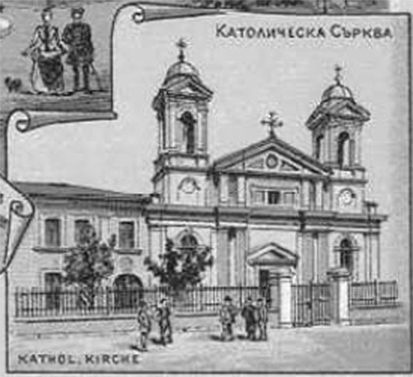
Старый собор Святого Иосифа в 1889 году

Основы католического собора в Софии были заложены ещё до независимости Болгарии, а в 1880 году строительство было завершено. В то время в приходской комплекс входили собор, монастырь отцов-капуцинов, школа и концертный зал.

Храм был полностью завершён в 1889 году. Летом 1896 года царь Фердинанд I с княгиней и всем дипломатическим корпусом приняли участие в его освящении епископом Роберто Менини.

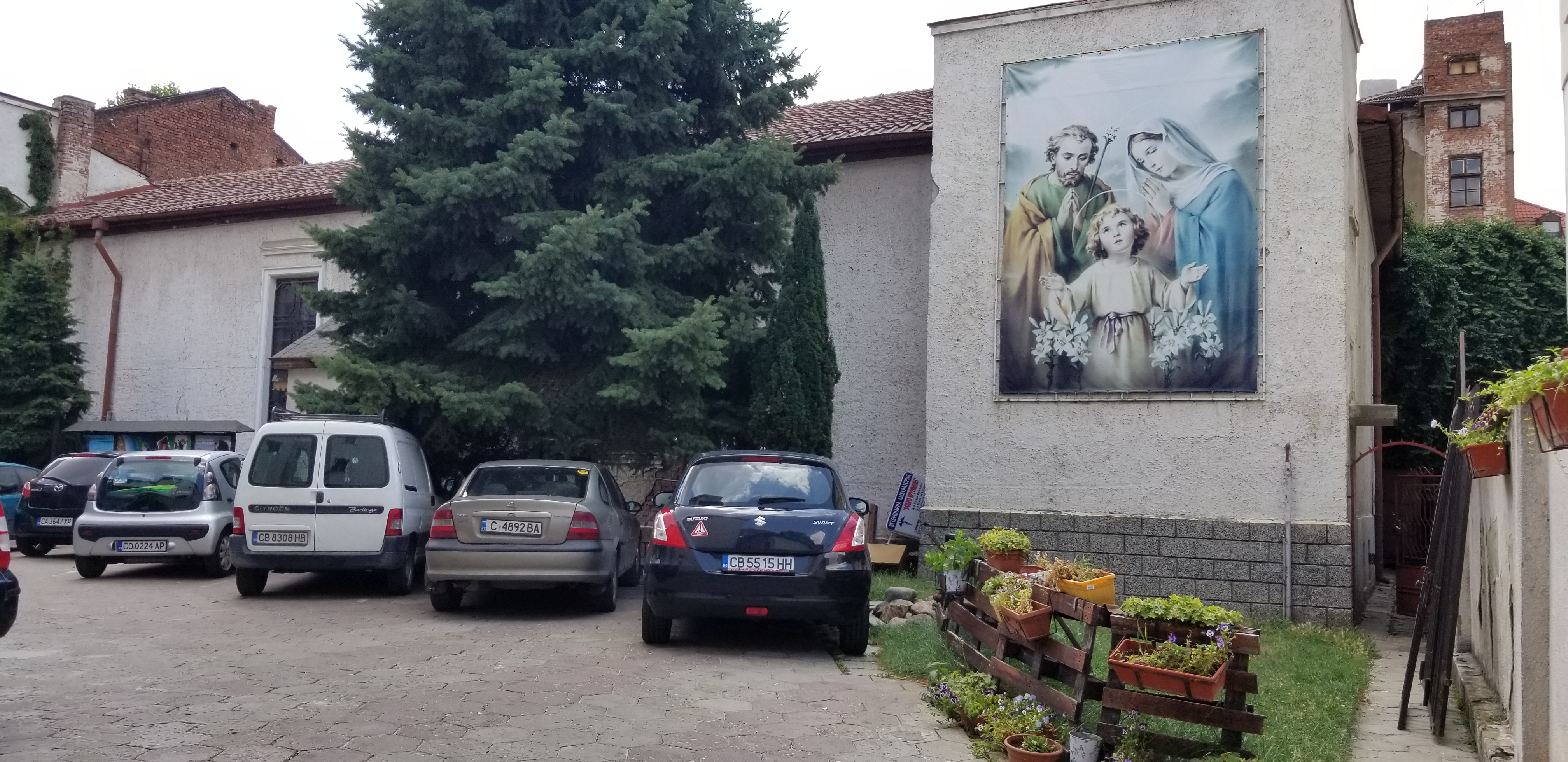
Зал Святого Франциска, использовался как молитвенный дом с 1944 по 2006 год.

30 марта 1944 года в ходе одной из бомбардировок здание подверглось прямому попаданию и было разрушено. Для восстановления приходского храма был создан фонд св. Иосифа, который начал сбор средств. 5 ноября 1944 года епископ Иван Романов освятил зал Святого Франциска — единственную часть комплекса, уцелевшую после бомбардировки, — как временный молитвенный дом. Концертный зал использовался для богослужений более 60 лет. Дом приходского священника, за исключением небольшой площади, был национализирован.
25 мая 2002 года во время апостольского поклонения папе Иоанну Павлу II в Болгарии папа заложил первый камень нового собора на том же месте, что и старый. Новый храм строился при финансовой поддержки католиков всего мира с 2002 по 2006 год с небольшими перерывами. Проект здания выполнен архитекторами Константином Пеевым и Стояном Яневым. 
После завершения строительства 21 мая 2006 года новый собор был освящён государственным секретарем Ватикана кардиналом Анджело Содано. Присутствовали верующие из всех католических епархий в Болгарии, представители других конфессий и официальных властей в Болгарии, а также послы многих католических стран.

## Архитектура и интерьер

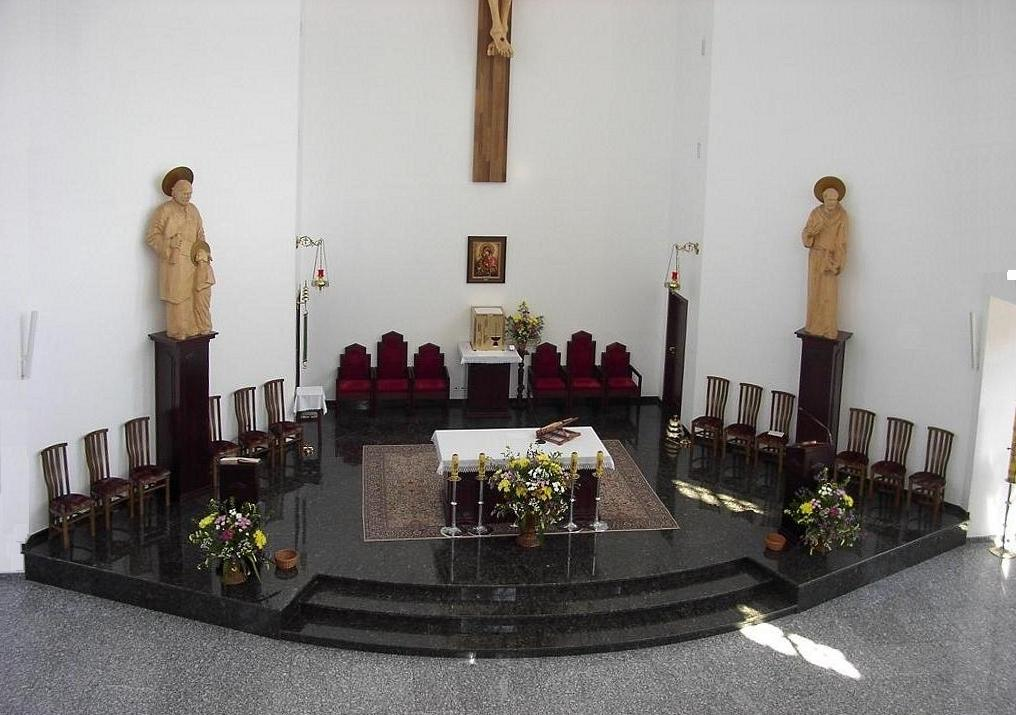
Алтарь

Католический собор Святого Иосифа имеет 350 мест для сидения и может вместить до 1000 верующих. Длина собора 23 м, ширина 15 м, высота 19 м. Основная часть здания вместе с крышей имеет высоту 23 м, а колокольня, оборудованная 4 электронными колоколами, имеет высоту 33 м. Это третья по величине католическая церковь в Болгарии после храмов Пресвятого Сердца Иисуса и Архангела Михаила в Раковски. Собор оснащён органом. Над алтарем стоит семиметровое деревянное распятие, под крестом находится икона Богородицы, подаренная патриархом Максимом во время освящения храма. По обе стороны пресвитерия находятся две статуи — покровителя собора Святого Иосифа и покровителя капуцинов святого Франциска Ассизского .
С правой стороны у входа находится икона Божьего Милосердия с надписью: «Иисус, я верю в Тебя!» Эта икона связана с явлением Иисуса святой Фаустине Ковальской. У входа находится статуя Девы Марии, которая в Лурде в 1858 году явилась святой Бернадетте Субиру и провозгласила непорочное зачатие. С другой стороны ворот собора находятся статуи наиболее популярных святых католической церкви — кармелитки Терезы Авильской, и францисканца Антония Падуанского.
У ограды собора находится статуя блаженного папы Иоанна XXIII, освящённая папой Иоанном Павлом II во время его визита в приход в 2002 году.
Храм находится в ведении ордена капуцинов.
Храмовый праздник — третье воскресенье после Пасхи.